# Атаев, Пулат
Пулат Атаев (30 апреля 1923 года — 12 декабря 2000 года) — участник Великой Отечественной войны, полный кавалер Ордена Славы (1944).

## Биография
Родился 30 апреля 1923 года в городе Ходжент в семье рабочего. Окончил 7 классов, работал наборщиком в Ленинабадской областной типографии.
В 1942 году был призван в РККА Ленинабадским районным военкоматом Ленинабадской области, с ноября 1942 года находился на фронтах Великой Отечественной войны.
16 декабря 1943 года рядовой Атаев, будучи разведчиком 127-й отдельной разведывательной роты 52-й стрелковой дивизии 57-й армии 2-го Украинского фронта, в бою у села Красноконстантиновка Петровского района Кировоградской области проник с группой в тыл противника и уничтожил пулемётный расчет, вынес с поля боя 2 раненых солдат. 28 декабря 1943 года награждён орденом Славы 3 степени.
5 февраля 1944 года к северу от села Котовка Гайворонского района Кировоградской области с группой разведчиков ворвался во вражеский блиндаж, сразил 2 вражеских солдат и захватил ценные документы. В дальнейшем в ночь на 17 февраля 1944 года в районе села Байрок Петровского района Кировоградской области с группой разведчиков взял в плен трёх немецких солдат. 4 марта 1944 года награждён орденом Славы 2 степени.
В ночь на 28 марта 1944 года у хутора Богдановский Доманинского района Николаевской области в составе группы разведчиков ликвидировал 3 пулемёта, до отделения вражеских солдат и пленил шестерых солдат противника. Указом Президиума Верховного Совета СССР от 13 сентября 1944 года награждён орденом Славы 1 степени, став полным кавалером Ордена Славы.
В 1946 году демобилизован, после демобилизации вернулся на родину. В 1959 году окончил педагогический институт, в дальнейшем работал заведующим отделением в Таджикском научно-исследовательском институте информации и технико-экономических исследований.